# Havaj
Havaj (in ungherese Havaj) è un comune della Slovacchia facente parte del distretto di Stropkov, nella regione di Prešov.